# 梅ノ橋
梅ノ橋（うめのはし）は、石川県金沢市の浅野川に架けられている歩行者および自転車専用の橋。
金沢市の東山と並木町の間に架けられており、梅の橋とも表記される。

## 概要
金沢市の花街であるひがし茶屋街の近くに架けられている歩行者および自転車専用の橋で、金沢市の市道となっている。木製の高欄と桁隠しを採用した鋼橋で、夜間にはライトアップも施されている。
この橋は泉鏡花の『義血侠血』の舞台になっており、同じく泉鏡花の『卯辰新地』（1917年）では「京都の団粟橋になぞらえたという新しい小橋」と紹介されている。

## 歴史

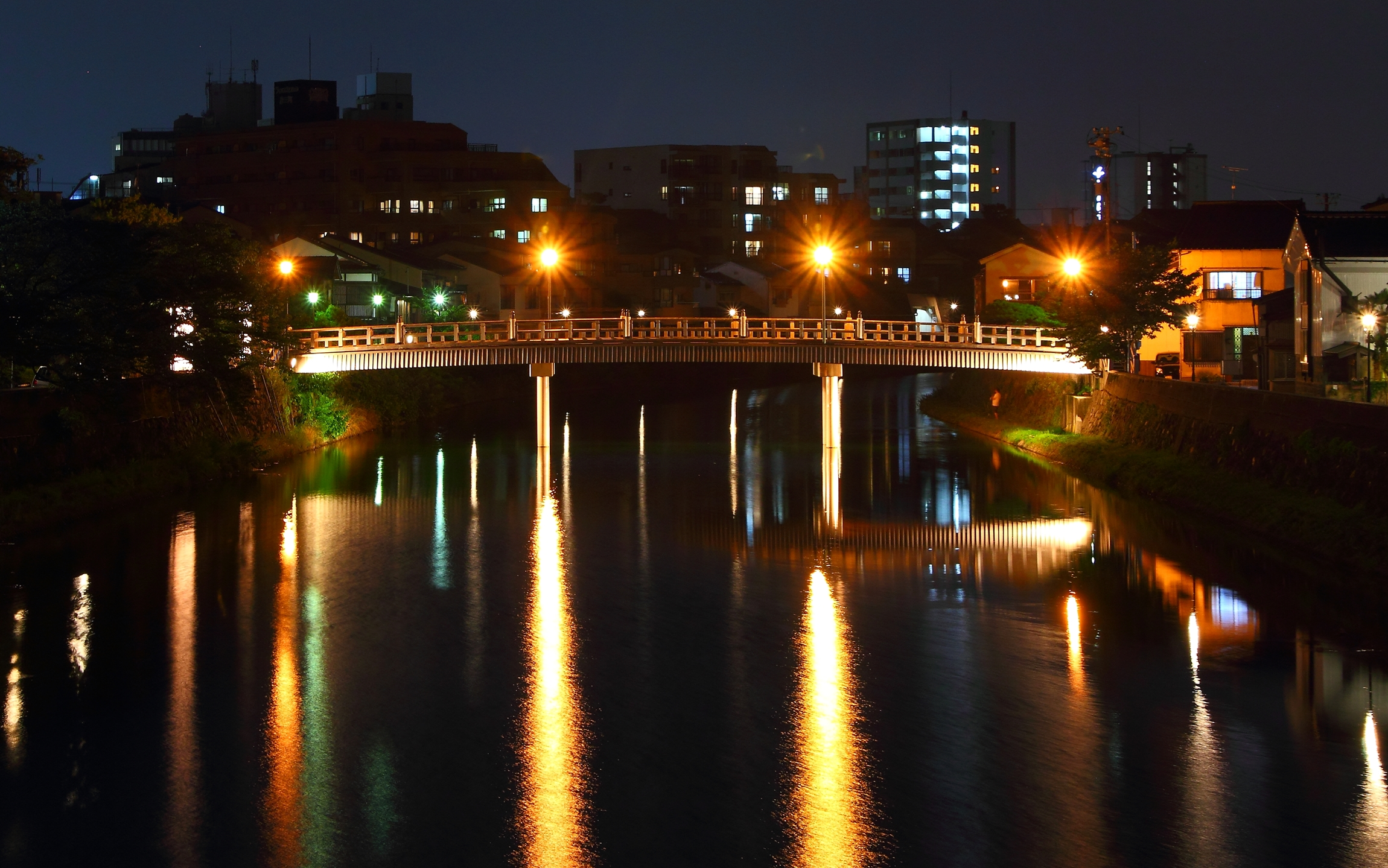
夜の梅ノ橋

梅ノ橋は、1910年（明治43年）6月27日に才田幸次郎などの地元有志の寄付によって建造された橋で、1915年（大正4年）に金沢市の市道となる。その後、1922年（大正11年）8月3日および1953年（昭和28年）8月24日の浅野川の水害によって梅ノ橋は2回流失した。
1953年の水害（二八水害）では金沢市は梅ノ橋の再建を断念することになる。しかし、金沢市民からの再建に対する強い要望によって金沢市は昔の梅ノ橋を復元することを決め、1978年（昭和53年）4月16日に現在の梅ノ橋が開通した。現在の梅ノ橋は3代目に当たる。

## 構造
- 構造 - 鋼橋（3径間連続鈑桁）
- 全長 - 63.0m
- 幅員 - 4.0m

## 周辺
- 東山ひがし（ひがし茶屋街）
- 主計町
- 橋場町
- 瀧の白糸碑
- 徳田秋聲記念館

## 交通
- 北陸鉄道バス：「橋場町」あるいは「東山」
- 金沢ふらっとバス（材木ルート）：「梅ノ橋」

## 補足
- 2007年公開の映画『舞妓Haaaan!!!』では鬼塚公彦（阿部サダヲ）と大沢富士子（柴咲コウ）とのやり取りで梅ノ橋のシーンが登場している。